# Neohelos
Neohelos — вимерлий дипротодонтид, який жив з початку до середини міоцену. Є чотири види, віднесені до цього роду, Neohelos tirarensis, типовий вид, N. stirtoni, N. solus і N. davidridei. N. davidridei є найбільш похідним видом роду, і його премолярна морфологія показує, що він структурно є предком роду Kolopsis. Усі чотири види походять із Буллок-Крік у Північній території та Ріверслеї в Австралії.